# Romualdas Sikorskis
Romualdas Sikorskis (* 16. November 1926 in Kaunas; † 25. Februar 1997 in Vilnius) war ein litauischer und sowjetlitauischer Politiker, Finanzminister und Mitglied des Seimas, Vizebürgermeister der Stadtgemeinde Vilnius.

## Leben
Nach dem Dienst in der sowjetischen Armee und dem Abitur an der Sekundarschule absolvierte er 1955 die Hochschule für Finanzen in Leningrad, Russland. Von 1955 bis 1957 war er sowjetlitauischer stellvertretender Finanzminister, von 1957 bis 1990 Finanzminister Sowjetlitauens und von 1990 bis 1991 Litauens. Von 1995 bis 1997 war er Mitglied im Stadtrat Vilnius, von 1996 bis 1997 stellvertretender Bürgermeister von Vilnius. Von 1996 bis 1997 war er Mitglied im Seimas.
Er war Mitglied der Kommunistischen Partei Litauens. Von 1959 bis 1990 war er Mitglied im Obersten Sowjet Litauens. 